# 101955 Benu
O 101955 Benu (designação provisória (101955) 1999 RQ36) é um asteroide Apolo descoberto pela sonda LINEAR em 11 de setembro de 1999. O asteroide é o alvo da sonda OSIRIS-REx, que foi lançada em 2016. Em 20 de outubro de 2020 a sonda pousou no asteroide e coletou algumas amostras para um estudo aprofundado. O retorno da sonda à Terra ocorreu em setembro de 2023. O asteroide possui potencial para atingir a Terra e está listado na Tabela de Risco Sentry. O seu nome se refere a Benu, a antiga ave mitológica egípcia associada ao Sol, à criação e ao renascimento.
Com um diâmetro médio de aproximadamente 490 metros, Benu foi observado extensivamente com o radar planetário do Arecibo Observatory e o Deep Space Network, Goldstone. Um estudo dinâmico recente feito por Andrea Milani e seus colaboradores localizou uma série de oito impactos potenciais da Terra entre 2169 e 2199.
A probabilidade cumulativa de impacto depende das pouco conhecidas propriedades físicas do objeto, mas não é maior do que 0,07% para todos os oito encontros. A avaliação com precisão da probabilidade de o Benu ter um impacto na Terra exigirá um modelo de forma pormenorizado do asteroide, além de observações adicionais (quer a partir do solo ou de naves para interceptar o objeto) para determinar a magnitude da aceleração Yarkovsky.

## Descoberta e observação

Série de imagens de radar mostrando a rotação do Benu.

O Benu foi descoberto em 11 de setembro de 1999 durante uma pesquisa de asteroides próximos da Terra feita pelo Lincoln Near-Earth Asteroid Research (LINEAR). O asteroide recebeu a designação provisória 1999 RQ36 e foi classificado como um objeto próximo à Terra. Ele foi extensivamente observado pelo Observatório de Arecibo e o Goldstone Deep Space Network, que usaram imagens de radar quando o mesmo se aproximou da Terra em 23 de setembro de 1999.

### Nomeação
O nome Benu foi selecionado por mais de 8 mil estudantes de vários países ao redor do mundo inscritos no concurso "Name That Asteroid!" organizado pela Universidade do Arizona, a Sociedade Planetária e o projeto LINEAR em 2012. O estudante do terceiro ano Michael Puzio da Carolina do Norte propôs o nome em referência a Benu, garça da mitologia egípcia. Para Puzio, o TAGSAM (braço robótico para a coleta de amostras) estendido da espaçonave assemelha-se à divindade egípcia, que é tipicamente representada como uma garça.
Os acidentes geológicos do asteroide terão o nome de aves ou de criaturas mitológicas semelhantes a aves.

## Características físicas

Sequência de imagens da OSIRIS-REx mostrando a rotação do Benu, a uma distância de aproximadamente 80 km

O Benu tem forma mais ou menos esferoidal, lembrando um pião. O seu eixo de rotação tem inclinação de 178° em relação à sua órbita; a direção da rotação sobre o eixo é retrógrada com respeito à órbita. Enquanto as primeiras observações de radar instalado na Terra indicaram que o Benu tinha uma forma razoavelmente lisa com uma rocha de 10 a 20 m proeminente na superfície, dados de alta resolução obtidos pela OSIRIS-REx revelaram que a superfície é mais áspera, com mais de 200 rochas maiores que 10 m na superfície, a maior tendo 58 m de diâmetro. As rochas contêm veios de minerais de carbono de alto albedo, que se acredita terem origem antes da formação do asteroide, devido a canais de água quente no corpo celeste que lhe deu origem, que era muito maior. Os veios têm de 3 a 15 cm de largura e podem ter mais de um metro de comprimento, sendo bem maiores que os vistos em meteoritos.
Existe uma crista bem definida ao longo do equador do Benu. A presença dessa crista sugere que partículas de regolito de grãos finos se acumularam nessa área, possivelmente por causa da baixa gravidade e rápida rotação. Observações da OSIRIS-REx mostraram que a rotação do Benu está ficando mais rápida com o passar do tempo. Essa mudança é causada pelo Efeito de Yarkovski. Devido à emissão desigual de radiação térmica da superfície do Benu enquanto ele gira à luz do Sol, o seu período de rotação diminui cerca de um segundo a cada 100 anos.
Observações desse asteroide feitas pelo Telescópio Espacial Spitzer em 2007 indicaram um diâmetro efetivo de 484±10 m, o que está de acordo com outros estudos. Ele tem um baixo albedo geométrico de 0,046 ± 0,005. A inércia térmica foi medida e descobriu-se que varia em aproximadamente 19% durante cada período de rotação. Com base nestas informações, cientistas (incorretamente) estimaram um tamanho médio para os grãos de regolito, indo de alguns milímetros a até um centímetro, uniformemente distribuídos. Nenhuma emissão de uma potencial coma de poeira foi detectada perto do Benu, o que indica um limite de 106 g de poeira dentro de um raio de 4750 km.
Observações astrométricas entre 1999 e 2013 demonstraram que o Benu é influenciado pelo Efeito de Yarkovski, fazendo com que o semieixo maior de sua órbita varie em média 284 ± 1,5 metros ao ano. Análises de efeitos gravitacionais e térmicos indicaram uma densidade aparente de ρ = 1 190 ± 13 kg/m3, o que é um pouco mais denso que a água. Portanto, a macroporosidade prevista é de 40±10%, sugerindo que o interior do asteroide tenha uma estrutura Rubble pile (um objeto que não é um monolito, e sim um aglomerado de rochas reunidas pelo efeito da gravidade). A massa estimada é de (7,329 ± 0,009) × 1010 kg.

### Fotometria e espectroscopia
Observações fotométricas do Benu em 2005 mostraram um período sinódico de 4,2905 ± 0,0065 h. Ele é um asteroide tipo B, que é uma subcategoria dos asteroides tipo C. Medidas em um intervalo de ângulos de fase mostraram um declive na função de fase de 0,04 magnitude por grau, o que é similar a outros asteroides próximos à Terra com baixo albedo.
Antes da OSIRIS-REx, a espectroscopia indicou uma correspondência com condritos carbonáceos CI e/ou CM, incluindo a magnetita mineral carbonácea-condritada. A magnetita, um produto de água espectralmente proeminente, mas destruído pelo calor, é um importante indicador para os astrônomos, incluindo a equipe da OSIRIS-REx.
Levantamentos espectroscópicos preliminares da superfície do asteroide pela OSIRIS-REx confirmaram a magnetita e a ligação meteorito-asteroide, dominada por filossilicatos. Os filossilicatos, entre outros, retêm água. Os espectros de água de Benu foram detectados na aproximação, revisados por cientistas externos, e depois confirmados pela órbita.

### Atividade
O Benu é um asteroide ativo, emitindo esporadicamente jatos de partículas e pedras de até 10 cm (não é poeira, que é definida em dezenas de micrômetros). Os cientistas levantam hipóteses de que as emissões podem ser causadas por fraturamento térmico, liberação de voláteis por desidratação de filossilicatos e/ou impactos de meteoroides.
Antes da chegada da OSIRIS-REx, o Benu exibiu polarização consistente com o Cometa Hale-Bopp e o 3200 Phaethon, um cometa rochoso. Bennu, Phaethon e os cometas de Manx inativos são exemplos de asteroides ativos. Os asteroides tipo B que exibem uma cor azul em particular podem ser cometas inativos. Se a União Astronômica Internacional declarar o Benu como sendo um objeto de estado duplo, sua designação de cometa será P/1999 RQ36 (LINEAR).

### Características da superfície
Todos os acidentes geológicos de Benu têm o nome de espécies de aves e figuras mitológicas parecidas com aves. Os primeiros acidentes a serem nomeados foram os últimos quatro candidatos para ser o lugar da coleta de amostras da OSIRIS-REx, que receberam nomes não oficiais em agosto de 2019. Em 6 de março de 2020 a União Astronômica Internacional anunciou os primeiros nomes oficiais para 12 acidentes da superfície do Benu, incluindo regiões (grandes regiões geográficas), crateras, cordilheiras, fossas (sulcos e trincheiras) e rochas.

#### Candidatos a lugar de coleta de amostras
| Nome        | Local      | Descrição |
| ----------- | ---------- | --- |
| Nightingale | 56°N 43°E  | Material granulado abundante com alta variação de cor.                                                                                      |
| Kingfisher  | 11°N 56°E  | Uma cratera relativamente nova com a maior assinatura de água entre os quatro.                                                              |
| Osprey      | 11°N 80°E  | Localizado em uma mancha de baixo albedo com uma grande variedade de rochas.                                                                |
| Sandpiper   | 47°S 322°E | Localizado entre duas crateras jovens, localizadas em terreno acidentado. Os minerais variam em brilho com indícios de minerais hidratados. |

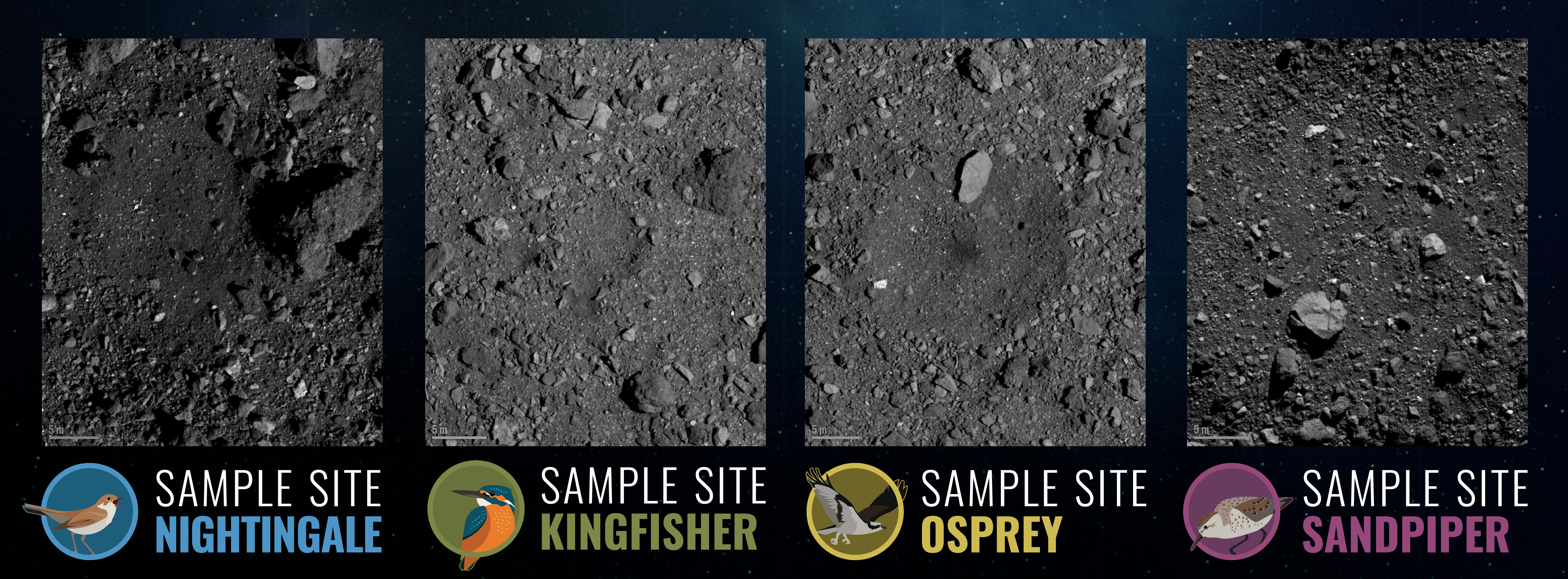
Os últimos quatro candidatos para lugar de coleta de amostras da OSIRIS-REx

Em 12 de dezembro de 2019, depois de um ano mapeando a superfície do Benu, o alvo foi anunciado. Chamado Nightingale, a área é próxima ao polo norte do asteroide e encontra-se em uma pequena cratera dentro de uma cratera maior. Osprey foi escolhido como substituto.

#### Características nomeadas pela União Astronômica Internacional

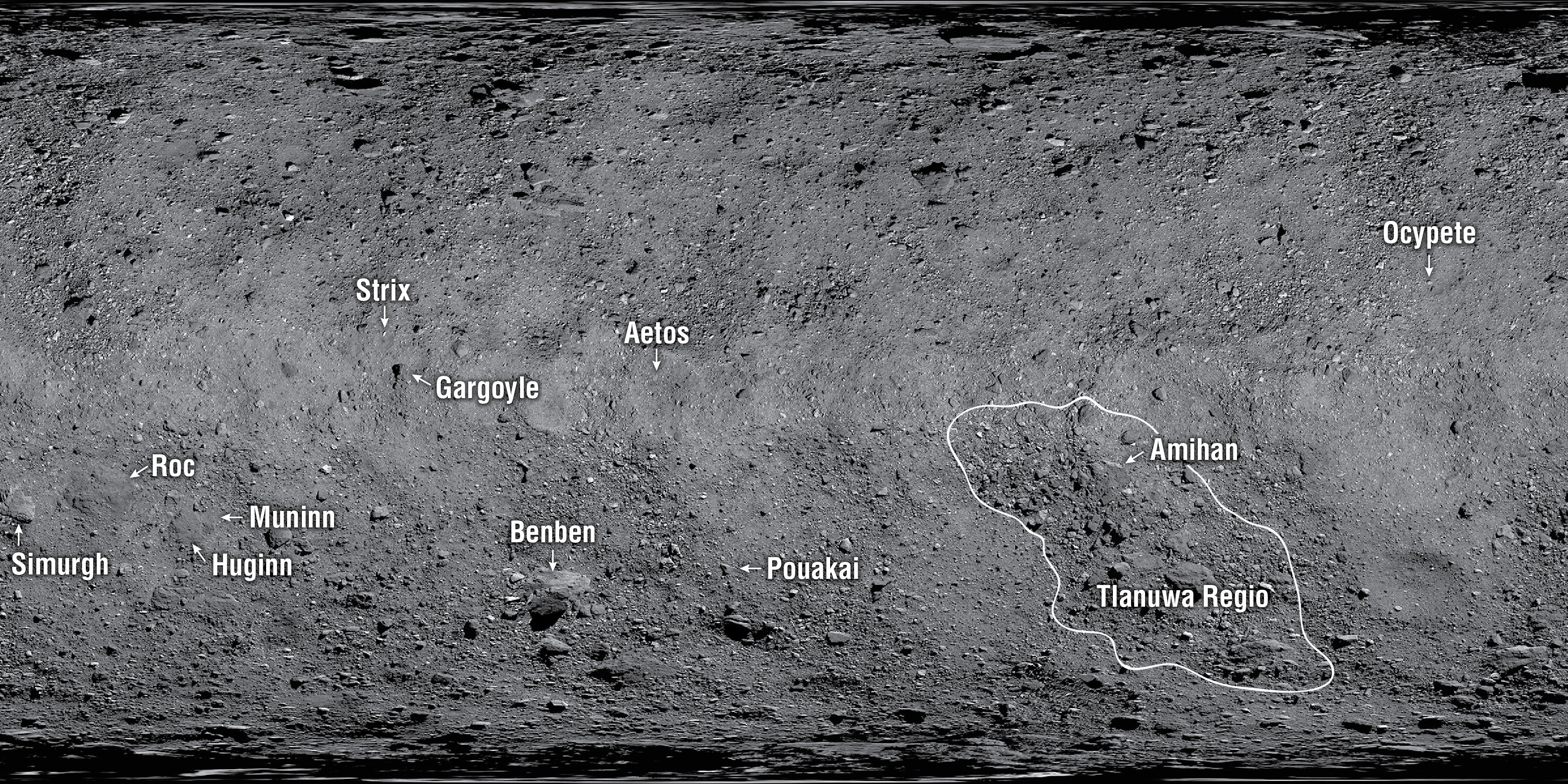
Mosaico global do Benu mostrando as localizações das 12 primeiras características de superfície a serem nomeadas

| Nome              | Significado do nome                                                                                               | Local            |
| ----------------- | --- | ---------------- |
| Aellopus Saxum    | Aelo, uma das irmãs harpia metade-ave metade-mulher da mitologia grega                                            | 25.44°N 335.67°E |
| Aetos Saxum       | Aetos, companheiro de infância do deus Zeus que foi transformado em uma águia na mitologia grega                  | 3.46°N 150.36°E  |
| Amihan Saxum      | Amihan, ave divindade da mitologia das Filipinas                                                                  | 17.96°S 256.51°E |
| Benben Saxum      | Benben, o monte que surgiu a partir das águas primordiais Nun na mitologia egípcia                                | 45.86°S 127.59°E |
| Boobrie Saxum     | Boobrie, entidade que muda de forma da mitologia escocesa e geralmente assume a forma de uma ave aquática gigante | 48.08°N 214.28°E |
| Camulatz Saxum    | Camulatz, uma das quatro aves do mito da criação dos quichés na mitologia maia                                    | 10.26°S 259.65°E |
| Celaeno Saxum     | Celaeno, uma das irmãs harpia metade-ave metade-mulher da mitologia grega                                         | 18.42°N 335.23°E |
| Ciinkwia Saxum    | Ciinkwia, seres trovejantes da mitologia algonquina que se parecem com águias gigantes                            | 4.97°S 249.47°E  |
| Dodo Saxum        | Um personagem dodô de Alice no País das Maravilhas                                                                | 32.68°S 64.42°E  |
| Gamayun Saxum     | Gamajun, ave profética da mitologia eslava                                                                        | 9.86°N 105.45°E  |
| Gargoyle Saxum    | Gárgula, monstro semelhante a um dragão com asas                                                                  | 4.59°N 92.48°E   |
| Gullinkambi Saxum | Gullinkambi, galo da mitologia nórdica que vive em Valhala                                                        | 18.53°N 17.96°E  |
| Huginn Saxum      | Hugin, um dos dois corvos que acompanham o deus Odin na mitologia nórdica                                         | 29.77°S 43.25°E  |
| Kongamato Saxum   | Kongamato, criatura voadora gigante da mitologia Kaonde                                                           | 5.03°N 66.31°E   |
| Muninn Saxum      | Munin, um dos dois corvos que acompanham o deus Odin na mitologia nórdica                                         | 29.34°S 48.68°E  |
| Ocypete Saxum     | Ocypete, uma das irmãs harpia metade-ave metade-mulher da mitologia grega                                         | 25.09°N 328.25°E |
| Odette Saxum      | Odette, princesa que se transforma no Cisne Branco em O Lago dos Cisnes                                           | 44.86°S 291.08°E |
| Odile Saxum       | Odile, o Cisne Negro em O Lago dos Cisnes                                                                         | 42.74°S 294.08°E |
| Pouakai Saxum     | A Pouakai ou poukai é uma ave monstruosa da mitologia maori.                                                      | 40.45°S 166.75°E |
| Roc Saxum         | Roca, ave de rapina gigante da mitologia árabe                                                                    | 23.46°S 25.36°E  |
| Simurgh Saxum     | Simurgue, ave benevolente que possui todo o conhecimento na mitologia persa                                       | 25.32°S 4.05°E   |
| Strix Saxum       | Strix, ave de mau agouro da mitologia romana                                                                      | 13.4°N 88.26°E   |
| Thorondor Saxum   | Thorondor, o Senhor das Águias na Terra Média de Tolkien                                                          | 47.94°S 45.1°E   |
| Tlanuwa Regio     | Tlanuwa, aves gigantes da mitologia cherokee                                                                      | 37.86°S 261.7°E  |

## Origem e evolução
O material carbonáceo que compõe o Benu veio originalmente da quebra de um corpo — um asteroide ou um protoplaneta. Porém, como quase toda matéria do Sistema Solar, a origem de seus minerais e átomos é a morte de estrelas como gigantes vermelhas e supernovas. De acordo com a teoria da acreção, essa matéria se juntou há 4,5 bilhões de anos durante a formação do Sistema Solar.
O corpo pai do Benu pode ser o mesmo que o do asteroide Ryugu. A análise das amostras coletadas pelas espaçonaves OSIRIS-REx e Hayabusa 2 permitirá determinar com precisão a composição destes corpos, podendo-se, assim, saber se esses dois asteroides são "irmãos" ou não.
A mineralogia básica e a natureza química do Benu teriam sido estabelecidas durante os primeiros 10 milhões de anos da formação do Sistema Solar, quando o material carbonáceo passou por algum aquecimento geológico e transformação química dentro de um asteroide muito maior ou um protoplaneta capaz de produzir a pressão, o calor e a hidratação necessários — em minerais muito mais complexos. O Benu provavelmente começou no cinturão de asteroides interior como um fragmento de um corpo maior com um diâmetro de 100 km. Simulações sugerem que há 70% de chance de que ele tenha vindo da família Polana e 30% de que ele tenha vindo da família Eulalia.
Posteriormente, a órbita desviou como resultado do efeito de Yarkovski e da ressonância orbital com os planetas gigantes, como Júpiter e Saturno. Várias interações com os planetas, em combinação com o efeito de Yarkovski, modificaram o asteroide, possivelmente mudando sua rotação, sua forma e características de sua superfície.
Cellino et al. sugeriram uma possível origem cometária para Benu, com base nas semelhanças de suas propriedades espectroscópicas com cometas conhecidos. A fração estimada de cometas na população de objetos próximos à Terra é de 8%±5%. Isso inclui o cometa rochoso 3200 Faetonte, descoberto originalmente como um asteroide e ainda numerado como um deles.

## Órbita

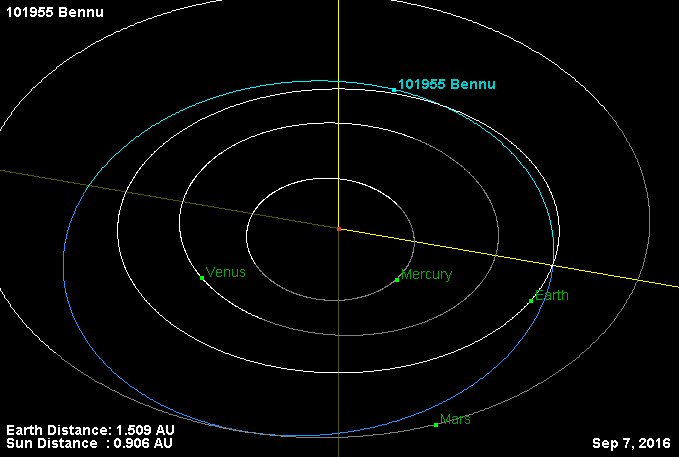
Diagrama das órbitas do Benu e dos planetas rochosos ao redor do Sol.

Atualmente o Benu orbita o Sol com um período de 1,1955 ano terrestre. A Terra se aproxima a até 480 000 km (0,0032 UA) de sua órbita em torno de 23 a 25 de setembro. Em 22 de setembro de 1999 o Benupassou a 0,0147 UA da Terra, e em 20 de setembro de 2005 ele passou a 0,033 UA. As próximas aproximações de menos de 0,09 UA serão em 30 de setembro de 2054 e depois em 23 de setembro de 2060, o que perturbará ligeiramente a órbita. Entre as aproximações de 1999 e 2060, a Terra completa 61 órbitas e o Benu 51. Uma aproximação ainda maior ocorrerá em 23 de setembro de 2135 entre 0,0008 e 0,0036 AU (veja abaixo). Nos 75 anos entre as aproximações de 2060 e 2135, o Benu completará 64 órbitas, o que significa que seu período terá mudado para cerca de 1,17 ano.

### Possível impacto com a Terra
Em média, um asteroide com um diâmetro de 500 m pode impactar a Terra a cada 130.000 anos ou mais. Um estudo dinâmico de 2010 realizado por Andrea Milani e colaboradores previu uma série de oito impactos em potencial do Benu com a Terra entre 2169 e 2199. A probabilidade cumulativa de impacto depende das propriedades físicas do Benu, que eram pouco conhecidas na época, mas não ultrapassou 0,071% em todos os oito encontros. Os autores reconheceram que uma avaliação precisa da probabilidade de impacto da Terra exigiria um modelo detalhado de forma e observações adicionais (seja do solo ou de espaçonaves visitando o objeto) para determinar a magnitude e direção do efeito de Yarkovski.
A publicação do modelo de forma e da astrometria com base em observações de radar obtidas em 1999, 2005 e 2011 possibilitou uma estimativa melhorada da aceleração de Yarkovsky e uma avaliação revisada da probabilidade de impacto. A melhor estimativa atual (a partir de 2014) da probabilidade de impacto é uma probabilidade cumulativa de 0,037% no intervalo de 2175 a 2196. Isso corresponde a uma pontuação cumulativa na Escala de Palermo de −1,71. Se um impacto ocorresse, a energia cinética esperada associada com a colisão seria de 1 200 megatons no Equivalente em TNT (para comparação, o equivalente em TNT para a bomba atômica Little Boy era de aproximadamente 0,015 megaton).

### Aproximação de 2060

Animação mostrando a posição do Benu relativa à Terra, enquanto ambos orbitam o Sol, de 2128 até 2138. A aproximação de 2135 é mostrada perto do fim da animação.
Terra·
101955 Bennu

O Benu passará a 0,005 AU (750 000 km) da Terra em 23 de setembro de 2060, enquanto a distância orbital média da Lua (Distância lunar, DL) é hoje de 384 402 km e daqui a 50 anos será de 384 404 km. Ele estará muito tênue para ser visto com binóculos comuns. Essa aproximação causará divergência na aproximação de 2135. Em 25 de setembro de 2135, a distância nominal de aproximação será de 0,002 AU (300 000 km), mas o Benu poderia passar tão perto quanto 0,0007 AU (100 000 km). Não há nenhuma chance de um impacto na Terra em 2135. A aproximação de 2135 criará muitas linhas de variação e o Benu pode passar por uma fenda de ressonância gravitacional, o que poderia criar um cenário de impacto em um encontro futuro. As fendas de ressonância têm menos de 55 km de largura.
Em 25 de setembro de 2175, há uma chance de 1 em 24 000 de um impacto com a Terra, mas a trajetória nominal indica o asteroide a mais de 1 UA da Terra nessa data. O possível impacto mais ameaçador é em 24 de setembro de 2196, quando há uma chance de impacto de 1 em 11 000. Há uma chance cumulativa de 1 em 2 700 de um impacto na Terra entre 2175 e 2199.

### Em longo prazo
Lauretta et al. relataram em 2015 seus resultados de uma simulação de computador, concluindo que é mais provável que o Benu seja destruído por alguma outra causa:

A órbita do Benu é intrinsecamente dinamicamente instável, assim como a de todos os NEOs. A fim de colher informações probabilísticas sobre a evolução futura e o provável destino do Benu em algumas centenas de anos, rastreamos mil "Benus" virtuais por um intervalo de 300 milhões de anos, com as perturbações gravitacionais dos planetas de Mercúrio a Netuno incluídas. Nossos resultados […] indicam que o Benu tem uma chance de 48% de cair no Sol. Há uma probabilidade de 10% de que o Benu seja ejetado do Sistema Solar interno, muito provavelmente após um encontro próximo com Júpiter. A maior probabilidade de impacto com um planeta é com Vênus (26%), seguido pela Terra (10%) e Mercúrio (3%). As chances do Benu atingir Marte são de apenas 0,8% e há 0,2% de chance de colidir com Júpiter.

| Asteroide           | data                   | Distância nominal de aproximação (LD) | Distância mínima (LD) | Distância máxima (LD) | Magnitude absoluta (H) | Tamanho (metros) |
| ------------------- | ---------------------- | ------------------------------------- | --------------------- | --------------------- | ---------------------- | ---------------- |
| (152680) 1998 KJ9   | 31 de dezembro de 1914 | 0,606                                 | 0,604                 | 0,608                 | 19,4                   | 279–900          |
| (458732) 2011 MD5   | 17 de setembro de 1918 | 0,911                                 | 0,909                 | 0,913                 | 17,9                   | 556–1795         |
| (163132) 2002 CU11  | 30 de agosto de 1925   | 0,903                                 | 0,901                 | 0,905                 | 18,5                   | 443–477          |
| 2017 VW13           | 8 de novembro de 2001  | 0,454                                 | 0,318                 | 3,436                 | 20,7                   | 153–494          |
| (153814) 2001 WN5   | 26 de junho de 2028    | 0,647                                 | 0,647                 | 0,647                 | 18,2                   | 921–943          |
| 99942 Apophis       | 13 de abril de 2029    | 0,0981                                | 0,0963                | 0,1000                | 19,7                   | 310–340          |
| 2005 WY55           | 28 de maio de 2065     | 0,865                                 | 0,856                 | 0,874                 | 20,7                   | 153–494          |
| 101955 Benu         | 25 de setembro de 2135 | 0,780                                 | 0,308                 | 1,406                 | 20,19                  | 472–512          |
| (153201) 2000 WO107 | 1 de dezembro de 2140  | 0,634                                 | 0,631                 | 0,637                 | 19,3                   | 427–593          |

### Chuva de meteoros
Como um asteroide ativo com uma pequena distância mínima de interseção orbital da Terra, o Benu pode ser o corpo pai de uma fraca chuva de meteoros. As partículas do Benu iriam irradiar por volta de 25 de setembro ao sul da constelação do Escultor. Os meteoros devem estar próximos do limite do olho nu e produzir apenas uma taxa horária zenital inferior a 1.

## OSIRIS-REx

Primeiras imagens do Benu tiradas da OSIRIS-REx

Animação da trajetória da OSIRIS-REx's de 9 de setembro de 2016 até 3 de dezembro de 2018.
OSIRIS-REx; 101955 Bennu; Terra; Sol;

Animação da trajetória da OSIRIS-Rex ao redor do Benu a partir de 25 de dezembro de 2018
OSIRIS-REx·
101955 Bennu

A missão OSIRIS-REx do Programa New Frontiers da NASA foi lançada em direção ao Benu em 8 de setembro de 2016. Em 3 de dezembro de 2018, a espaçonave chegou ao asteroide depois de uma viagem de dois anos. Uma semana depois, no Fall Meeting da União Geofísica Americana, pesquisadores anunciaram que a OSIRIS-REx havia descoberto evidências espectroscópicas de minerais hidratados na superfície do asteroide, sugerindo que havia água líquida no corpo pai do Benu antes de este se separar. Em 20 de outubro de 2020, a OSIRIS-REx tocou a superfície do asteroide, coletou uma amostra e voltou. A OSIRIS-REx retornou as amostras para a Terra em 24 de setembro de 2023 por meio de uma cápsula enviada pela espaçonave para a superfície da Terra em Utah com paraquedas no dia 24 de setembro.

### Seleção
O Benu foi selecionado entre mais de meio milhão de asteroides conhecidos pelo comitê de seleção da OSIRIS-REx. A restrição primária para a seleção foi a proximidade da Terra, uma vez que a proximidade implica baixoimpulso (Δv) necessário para alcançar um objeto da órbita da Terra. Os critérios estipularam um asteroide em uma órbita com baixa excentricidade, baixa inclinação e um raio orbital de 0,8-1,6 UA. Além disso, o asteroide candidato para uma missão de retorno de amostra deve ter regolito solto em sua superfície, o que implica um diâmetro maior que 200 metros. Asteroides menores que isso normalmente giram muito rápido para reter poeira ou pequenas partículas. Finalmente, o desejo de encontrar um asteroide com material de carbono intocado do início do Sistema Solar, possivelmente incluindo moléculas voláteis e compostos orgânicos, reduziu ainda mais a lista.
Com os critérios acima aplicados, cinco asteroides permaneceram como candidatos para a missão OSIRIS-REx, e o Benu foi escolhido, em parte, por sua órbita potencialmente perigosa.

## Galeria

Uma compilação de imagens de radar do Benu (esquerda) e um modelo 3D correspondente. (direita)
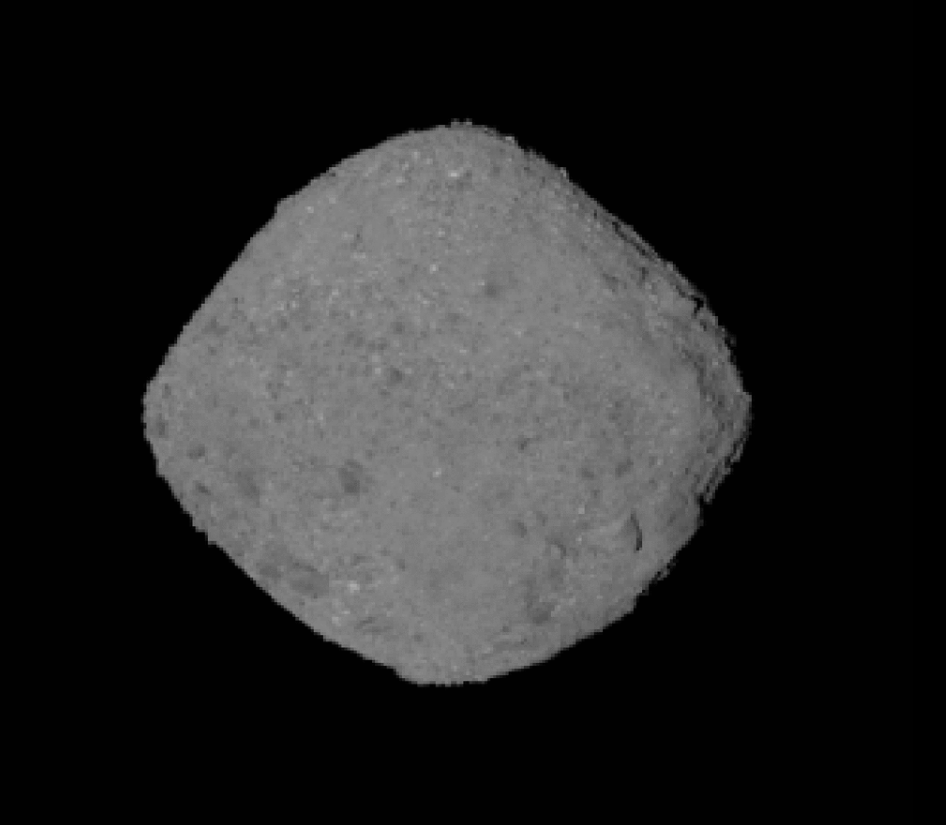
Esta foto, tirada pela espaçonave OSIRIS-REx em 2 de novembro de 2018, fazia parte de uma sequência de quadros coletados para mostrar o Benu girando. Nesta foto, o Benu tem aproximadamente 200 pixels de largura.
- Animação da OSIRIS-REx coletando uma amostra da superfície do Benu.
- Modelo 3D do Bennu feito a partir de imagens da OSIRIS-REx.